# Starship Troopers: El traidor de Marte
Starship Troopers: El traidor de Marte   (星艦戰將: 火星叛徒?) es una película de acción y ciencia ficción militar de animación computarizada del año 2017 dirigida por Shinji Aramaki. Es la quinta película en la saga, lanzada en los cines el 25 de agosto en Estados Unidos y el 25 de septiembre en todo el mundo en DVD y Blu-ray.

## Sinopsis
Johnny Rico es enviado como supervisor de reclutas a la colonia de Marte como castigo por los sucesos de la película anterior. Mientras el general Jenkins parece intentar avisar a la capitana Ibañez de un gran complot que se está realizando por parte del mando de la Federación aprovechando la batalla por AQZ y el movimiento secesionista de la colonia marciana.

## Voces
- Casper Van Dien como el coronel Johnny Rico.
- Dina Meyer como Dizzy "Diz" Flores.
- Justin Doran como el general Carl Jenkins, ministro de guerra paranormal.
- Luci Christian como la capitana Carmen Ibañez, patrona del John A. Warden.
- Emily Neves como la mariscal espacial Amy Snapp.
- Scott Gibbs como el teniente Baba.
- DeRay Davis como 101.
- Juliet Simmons como Camacho,
- Chris Gibson como Dutch.
- Greg Ayres como Geo.
- Leraldo Anzaldua como Ratzass.
- Andrew Love como un oficial de Fed Net
- John Swasey como George
- Kyle C. Jones como Daniel

## Producción
Siguiendo a Roughnecks: Starship Troopers Chronicles y a Starship Troopers: Invasión, Starship Troopers: El traidor de Marte es la segunda película animada tipo CGI en la saga de este universo. El guionista Edward Neumeier repitió como escritor principal en esta entrega.
Las noticias del desarrollo de la película, hecha para que coincida con el 20 aniversario de la primera película, fueron muy discretas hasta el lanzamiento de un tráiler en línea por parte de Sony Entertainment el 5 de junio de 2017.

## Recepción
En Rotten Tomatoes la película tiene 4 críticas: 1 positiva y 3 negativas.